# Libanon zu den drei Cedern
Die Johannisloge Libanon zu den drei Cedern ist eine humanitäre (also religiös neutrale) Freimaurerloge in Erlangen und gehört der Großloge der Alten Freien und Angenommenen Maurer von Deutschland an.
Die Libanon zu den drei Cedern (gegründet 1757, Matrikel-Nummer 34) gilt als der älteste bestehende Kulturverein Erlangens und ist nach der Bayreuther Freimaurerloge Eleusis zur Verschwiegenheit (gegründet 1741, Matrikel-Nummer 6) die zweitälteste Loge Bayerns.
Im Jahr 2015 verlieh die Erlanger FDP ihren „Liberalen Preis“ an die Erlanger Freimaurerloge für ihr soziales und kulturelles Engagement.

## Soziales Handeln

### Förderpreis
Die Vereinigte Freimaurerloge Libanon zu den drei Cedern verleiht seit dem Jahr 2000 jährlich einen „Förderpreis für humanitäres und kulturelles Engagement“ an Personen oder Einrichtungen in der Region, die durch außergewöhnliche humanitäre Einsätze auf sich aufmerksam gemacht haben.
- 2018: Maria Yeddes vom Verein „Grünes S.O.f.A.“, der sich für alleinerziehende Mütter und Väter einsetzt.
- 2016: Monika Petersen für ihr langjähriges Engagement im Vorstand des Vereins „Ehrenamtliche Flüchtlingsbetreuung EFIE e.V.“
- 2015: Förderkreis Spiel- und Lernstuben e.V. Erlangen, der ehrenamtlich die Lernstuben der Stadt Erlangen unterstützt, um die in den sozialen Brennpunkten benachteiligten Kinder und Jugendliche zu fördern und auf ihrer schulischen Laufbahn zu begleiten.
- 2013: Elke Yassin-Radowsky für ihr Engagement als Leiterin der Organisation „Weisser Ring e.V.“.
- 2008: Ute Hirschfelder für die Gründung und ihr Engagement im „Sonderfons Kinderarmut“ der „Bürgerstiftung Erlangen“.

### Benefizkonzert
Seit 2004 organisiert die Loge Libanon zu den 3 Cedern im Erlanger Logenhaus jährlich ein Benefiz-Konzert. In den letzten 10 Jahren wurde mit den Spenden der „Sonderfonds für Kinder“ der Bürgerstiftung Erlangen unterstützt.

## Geschichte
Am 24. September 1757 wurde die Loge Zu den drey Cedern von dem in Erlangen ansässigen Bayreuther Beamten (Erlangen war zweite Residenzstadt des Markgraftum Brandenburg-Bayreuth) gegründet. Das dazu nötige förmliche Constitutionspatent stellte Markgraf Friedrich von Brandenburg-Bayreuth in seiner Funktion als Großmeister der Bayreuther Großen Mutterloge Zur Sonne aus. Die Lichteinbringung (Einweihung) der Loge erfolgte dann am 20. Oktober 1757 mittels Installierung der Logenbeamten durch eine Abordnung der ersten Beamten der Bayreuther Mutterloge.
Der Namenszusatz Libanon tauchte dann erstmals am 22. Juni 1775 in einer Gastrede des Johann Friedrich Wilhelm von Metzsch, Meister vom Stuhl der Bayreuther Loge, auf. Metzsch hatte gewünscht: „die Loge möge so fest stehen wie die Cedern im Libanon“; ihm zu Ehren wurde dann dem Logennamen das Wort Libanon hinzugefügt.
1764 nahm die Loge, die bisher nach dem einfachen altenglischen System arbeitete, das System der Strikten Observanz an. Die rituellen Arbeiten wurden von 1766 bis 1773 eingestellt. Ab 1773 arbeitete die Loge wieder offiziell und regelmäßig entsprechend den alten englischen Verordnungen.
1778 wurde von Herzog Ferdinand von Braunschweig als amtierender Großmeister aller vereinigter deutschen Logen die Ansbacher Loge Alexander zu den drei Sternen zur Direktorial-Mutterloge für Franken diesseits des Mainstromes erhoben. Ihr unterstand nun auch die Libanon zu den drei Cedern (zusammen mit den Logen Zu den drei Kellen in Marktsteft, und Joseph zur Einigkeit in Nürnberg).
Mit dem Verkauf der Markgrafschaften Ansbach-Bayreuth an Preußen 1791 kam auch die Libanon zu den drei Cedern unter „Berliner Aufsicht“ und musste sich dem Königlich-preußischen Edikt vom 20. Oktober 1798 folgend einer der drei anerkannten Berliner Mutterlogen unterordnen; sie entschied sich (zusammen mit Ansbach) für die Große National-Mutterloge „Zu den drei Weltkugeln“, während sich die Bayreuther Mutterloge Loge Zur Sonne dem System der Großen Loge von Preußen genannt „Royal York zur Freundschaft“ anschloss; beide Logen gingen von da an getrennte Wege.
1810 fiel Erlangen mit dem Fürstentum Bayreuth an das Königreich Bayern; da die Libanon zu den drei Cedern weiter in ihrem nun gewohnten sogenannten rektifizierten System mit vier Graden arbeiten wollte, trat sie in die Große Provinzialloge Anarcharsis zum erhabenen Zweck in Ansbach ein, die 1807 ihr Konstitutionspatent von der Große National-Mutterloge „Zu den drei Weltkugeln“ erhalten hatte.
1831 wechselte die Libanon zu den drei Cedern zur Großen Mutterloge des Eklektischen Freimaurerbundes, in der sie bis 1933 blieb, als sich die Großloge und ihrer Tochterlogen aufgrund von nationalsozialistischem Druck auflösten.
1875 initiierten die Logenmitglieder mit eigenen Mitteln und unter ehrenamtlicher Betreuung die Einrichtung der ersten Erlangener Stadtbibliothek.
Nach dem Zweiten Weltkrieg, am 19. Dezember 1946 gründeten ehemalige Brüder der Libanon zu den drei Cedern zusammen mit ehemaligen Brüdern der zweiten Erlanger Freimaurerloge Germania zur deutschen Treue die Vereinigte Freimaurerloge Libanon zu den drei Cedern, die dann offiziell am 26. Oktober 1947 mit einer Tempelarbeit wiedereröffnet wurde.
Die Libanon zu den drei Cedern trat der ebenfalls wiedergegründeten Bayreuther Großloge Zur Sonne (für Bayern) bei, welche 1949 zusammen mit ihren Mitgliedslogen in der Vereinigten Großloge von Deutschland aufging, die sich seit 1968 Großloge der Alten Freien und Angenommenen Maurer von Deutschland (AFAM) nennt.
Im Jahr 2011 richtete die Loge das Großlogentreffen der Großloge AFAM aus.

## Das Erlanger Logenhaus
Die ersten Arbeiten der Loge fanden in der Gastwirtschaft Brandenburger Haus in der Goethestraße statt, der Gasthofbesitzer Plochmann war ehemaliger Hofkoch des Bayreuther Markgrafen und selbst auch Freimaurer. Da die Zahl der Brüder immer größer wurde, musste die Loge immer wieder die Räumlichkeiten wechseln, bis sie 1874 einen festen Sitz in der Universitätsstraße 25 fand.
Im Jahr 1890 wurde ein neues Logenhaus errichtet, da das alte, 1874 erworbene Gebäude zu klein geworden war. Dieses Gebäude, ein Neurenaissance-Sandsteinquaderbau, gilt als eines der wenigen im Originalzustand erhaltenen Logenhäuser Deutschlands. Es ist ein vom Bayerischen Landesamt für Denkmalpflege anerkanntes Baudenkmal.
Am Giebel des Logenhauses sind folgende Worte eingraviert: Wahrheit – Recht – Menschenliebe. Die eigene Interpretation lautet:

„Die Wahrheit suchen:
Wahrhaftigkeit soll der Maßstab unseres Denkens, Redens und Handelns sein.
Das Recht stärken:
Gerechtigkeit üben und den Schwachen unterstützen, wo er Hilfe braucht.
Die Menschenliebe praktizieren:
Brüderlicher Umgang mit allen Menschen, gleich welchem Geschlecht, Rasse oder Religion sie angehören.“

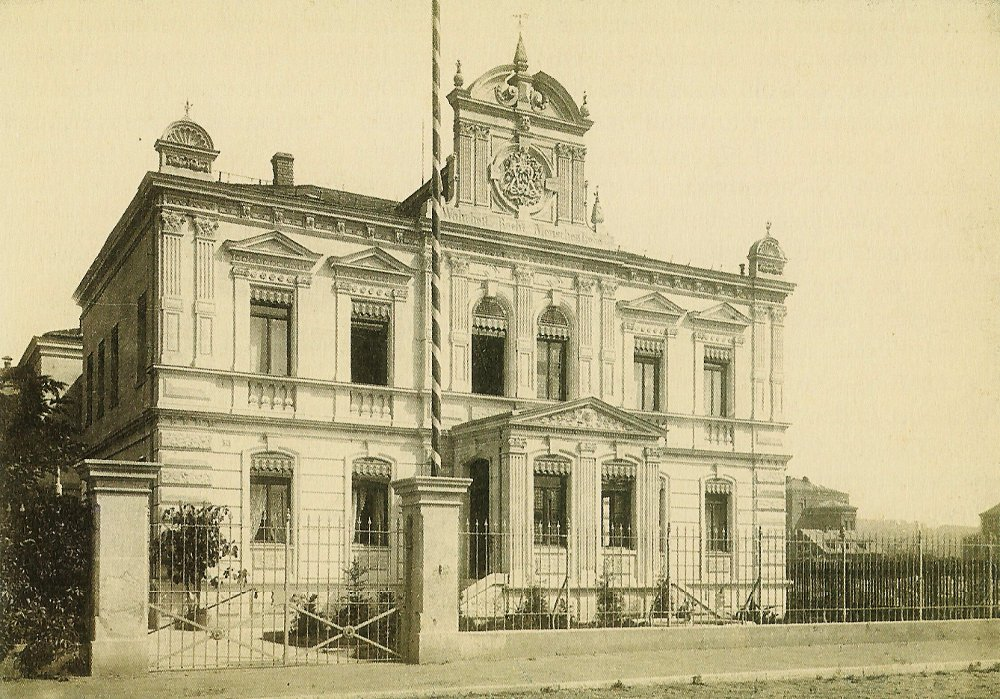
Das Logenhaus um 1890
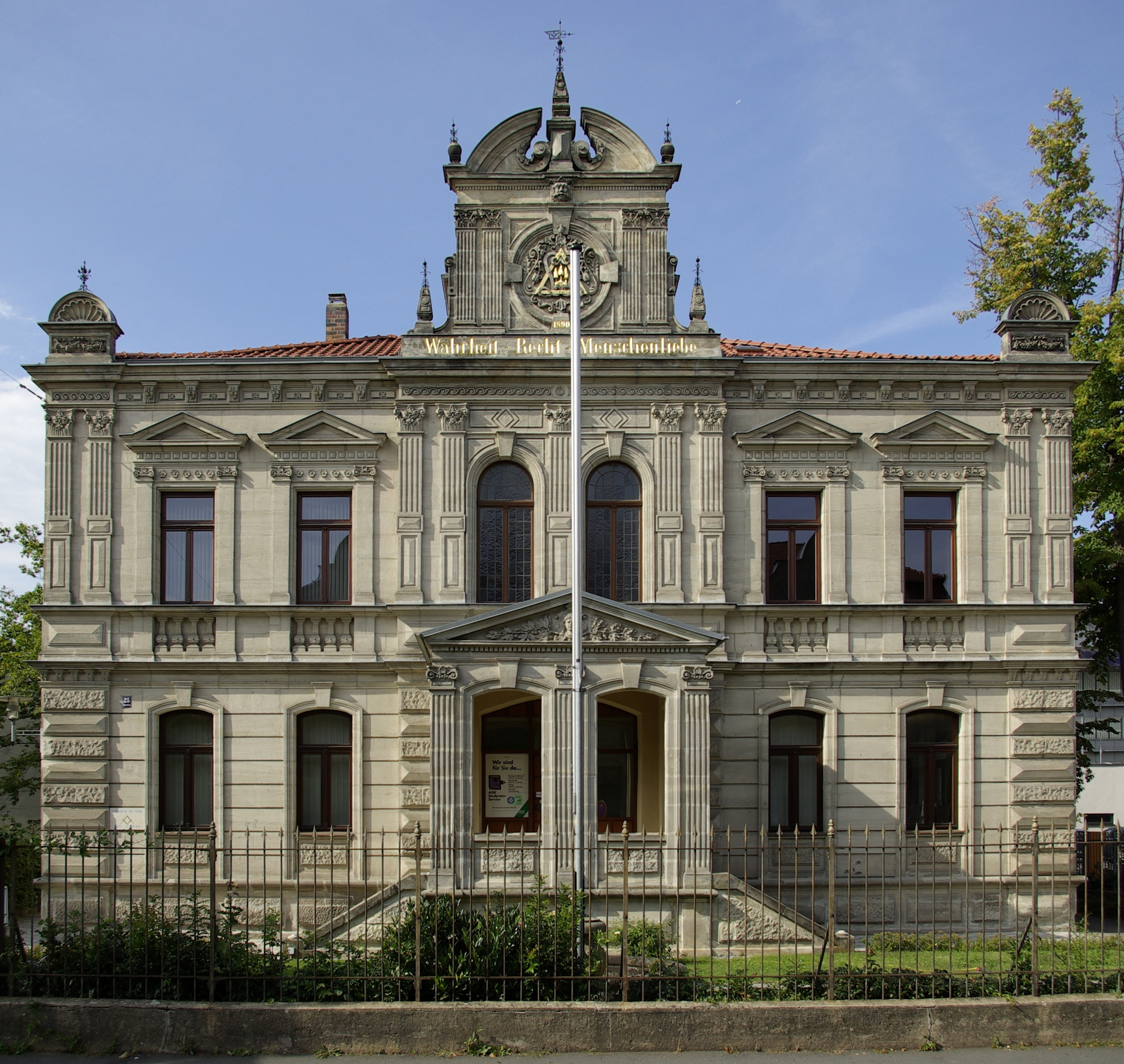
Das Logenhaus heute
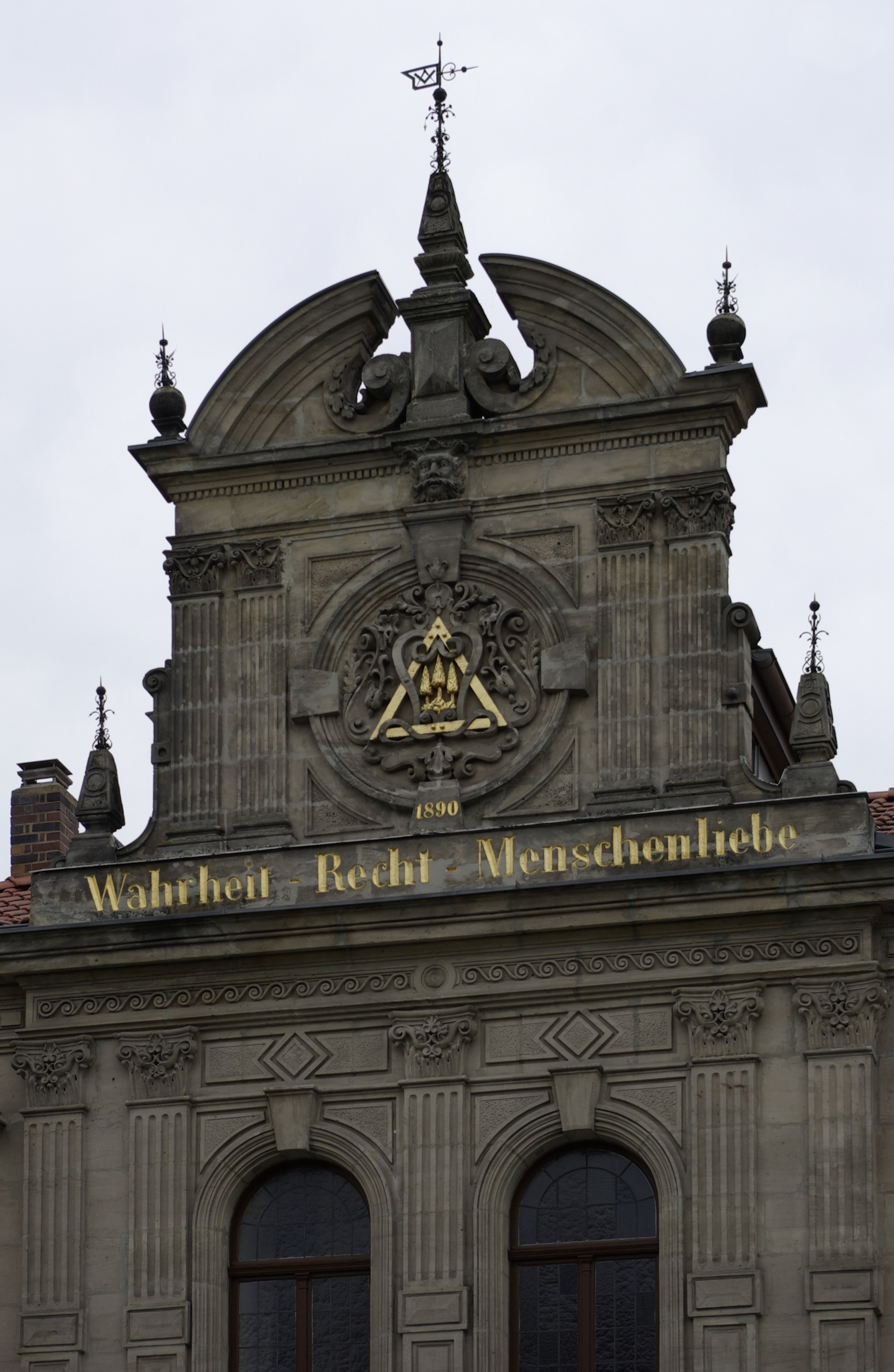
Der Giebel

Am 13. Juli 1933 wurde das Erlanger Logenhaus von den Nationalsozialisten beschlagnahmt und die Loge gezwungen, das Gebäude zu einem unangemessen niedrigen Preis an die Stadt Erlangen zu verkaufen. Das Haus wurde schließlich zum nationalsozialistischen „Freimaurermuseum“ umgewidmet und für Propaganda gegen die Freimaurerei genutzt. 1950 wurde der Loge das Logenhaus im Zuge der Rückerstattung wieder als Eigentum übergeben.

## Bekannte Mitglieder
- Georg August Goldfuß (* 18. April 1782 in Thurnau; † 2. Oktober 1848 in Poppelsdorf bei Bonn): deutscher Paläontologe und Zoologe
- Friedrich Christian Georg Kapp (* 24. März 1792 in Ludwigsstadt; † 8. Februar 1866 in Hamm): deutscher Philologe
- Karl Heinrich Rau (* 23. November 1792 in Erlangen; † 18. März 1870 in Heidelberg): deutscher Nationalökonom und Agrarwissenschaftler
- Heinrich Dittmar (* 15. Dezember 1792 in Ansbach; † 24. Juli 1866 in Zweibrücken): deutscher Pädagoge
- Johann Michael Leupoldt (* 11. November 1794 in Weißenstadt, Fichtelgebirge; † 21. August 1874 in Erlangen): deutscher Psychiater und Hochschullehrer, Ehrenbürger von Erlangen
- Friedrich Ortloff (* 10. Oktober 1797 in Erlangen; † 10. Oktober 1868 in Jena): deutscher Jurist, Professor und Präsident des Oberappellationsgerichts in Jena
- Hans Philipp Werner Freiherr von und zu Aufseß (* 7. September 1801 auf Schloss Unteraufseß; † 6. Mai 1872 in Münsterlingen, Thurgau): Altertumsforscher und Gründer des Germanischen Museums